# ProfilPASS
Der ProfilPASS ist ein deutschlandweit angewendeter Qualifikationsnachweis im Rahmen der Berufs- und Weiterbildung.

## Ziele
Der ProfilPass und das darauf abgestimmte Beratungs-/Kurskonzept (ProfilPASS-System) unterstützen Lebenslanges Lernen. In einem angeleiteten und strukturierten Prozess werden die eigenen Kompetenzen aus allen Lebensbereichen ermittelt und dokumentiert. Ziel ist es, die eigenen Fähigkeiten und informell erworbenen Kompetenzen bewusst zu machen und für Lebensplanung und berufliches Vorwärtskommen zu nutzen. Der ProfilPASS ist der erste Weiterbildungspass, der deutschlandweit angewendet wird und neben schulischen und beruflichen Qualifikationen auch informelles Lernen einbezieht.

## Entwicklung
Entwickelt wurde das ProfilPASS-System im Rahmen eines Projektes der Bund-Länder-Kommission für Bildungsplanung und Forschungsförderung (BLK) auf Grundlage der empirischen Befunde über „Weiterbildungspässe in Deutschland“ im Rahmen der Machbarkeitsstudie „Weiterbildungspass mit Zertifizierung informellen Lernens“. Gegenstand der Studie ist zum einen die Verwendung von Weiterbildungspässen in unterschiedlichen gesellschaftlichen Funktionsbereichen und zum anderen unterschiedliche Herangehensweisen an das Erkennen, Bewerten und/oder Anerkennen informellen Lernens bzw. informell erworbener Kompetenzen. 
Weiterbildungspässe liegen in der Regel in Form von Tätigkeitsbeschreibungen oder Veranstaltungsdokumentationen vor. Eine begleitende Beratung bei dem Ermitteln von Kompetenzen findet in der Regel nicht statt. Diese Befunde waren leitend für die Entwicklung des ProfilPASS-Systems: Mit Hilfe des ProfilPASS-Ordners werden Fähigkeiten ermittelt und dokumentiert, die zum Beispiel während der Ausbildung, im Ehrenamt, während der Erwerbstätigkeit, in der Freizeit oder der Familientätigkeit erworben wurden. Die Ermittlung eigener Fähigkeiten und Kompetenzen ohne professionelle Unterstützung ist begrenzt. Der Blick von außen führt außerdem zu einer erweiterten Wahrnehmung des eigenen Handelns und der damit verbundenen Fähigkeiten und Kompetenzen. Daher beinhaltet das ProfilPASS-System eine professionelle Begleitung in Form einer Beratung oder eines Seminarangebotes. 

## Beratungszentren
Die Koordinierungs- und Service-Stelle für diese begleitende Beratung und Qualifizierung von Beratern liegt beim Deutschen Institut für Erwachsenenbildung (DIE). Durch einen so geleiteten Prozess können auch bisher weniger bewusste Fähigkeiten und Kompetenzen aufgedeckt werden. Ziel ist es, zu einem umfassenden Überblick der verschieden ausgeprägten Fähigkeiten und Kompetenzen zu gelangen. Dieser angeleitete Prozess mündet je nach biografischer Situation des Anwenders in eine Perspektivplanung, die ihren Nutzen für die berufliche Weiterentwicklung, die Vorbereitung des (Wieder-)Eintritts ins Erwerbsleben, die berufliche und persönliche (Neu-)Orientierung und zukünftige Lernvorhaben entfalten kann. Es gibt derzeit 45 vom Deutschen Institut für Erwachsenenbildung zertifizierte Dialogzentren in Deutschland. Die Aufgabe der Dialogzentren ist es, das ProfilPass-System bekannt zu machen, Netzwerke zu bilden, mit dem DIE zu kooperieren und Qualifizierungskurse für in der Beratung tätige Personen anzubieten. 